# Esteghlal Khuzestan FC
El Esteghlal Meli-Sanati Khuzestan Football Club comúnmente referido Esteghlal Khuzestan, es un club de fútbol iraní con sede en la ciudad de Ahvaz, Irán. Actualmente compite en la Iran Pro League tras ser promovido desde la Liga Azadegan en la temporada 2012-13.
El club conquistó el título de la Liga profesional en la temporada 2015-16.

## Historia
El Esteghlal Khuzestan se estableció justo antes del inicio de la temporada 2011-12 con la adquisición de la licencia del club Esteghlal FC Teherán Jonub que acababan de ser ascendidos a la Liga Azadegan. Después de un 6º puesto en su temporada inaugural, al año siguiente en 2013 logra el segundo puesto en el grupo B, con lo cual el club es promovido a la máxima categoría la Iran Pro League por primera vez en su historia.
En su primer año en la máxima categoría terminaron 12°, escapando del descenso en los play-off por una mejor diferencia de goles. En la temporada 2014-15 finalizó en la 14ª posición, lo que significa que tendrían que jugar el play-off de descenso contra el ganador de la Liga Azadegan, Esteghlal Kuzestán derrota al Mes Kerman por 3-0 en el agregado lo que le aseguraba un lugar en la máxima categoría una temporada más.
Antes del inicio de la temporada 2015-16 Esteghlal Khuzestán firmó muchos jugadores del Foolad Khuzestan B que fueron una gran sorpresa, ya que comenzaron bien el torneo. El club consiguió una racha de cuatro partidos ganados de forma consecutiva en la semana 12, lo que hizo que el equipo terminara como campeón de la primera mitad de la temporada. El 1° de enero de 2016 Esteghlal perdió ante Persépolis, que hizo la carrera más apretada por el primer lugar, y también hizo caer al equipo al segundo lugar. Tras recuperar la punta de la tabla en la fecha 18° el entrenador Abdollah Veisi dijo que el principal objetivo del club era obtener un lugar en la Liga de Campeones de la AFC. El club clasificó a la Liga de Campeones el 8 de mayo, por primera vez en su historia y ganó el título de la liga el 13 de mayo después de una victoria por 2-0 sobre el Zob Ahan.

## Estadio
Tras la compra del club en 2011, el club disputó sus partidos en casa en el Estadio Takhti de Ahvaz. Después de que el club fue promovido a la máxima categoría la Iran Pro League, el equipo se trasladó al recién construido Estadio Ghadir con capacidad para 50.000 espectadores.

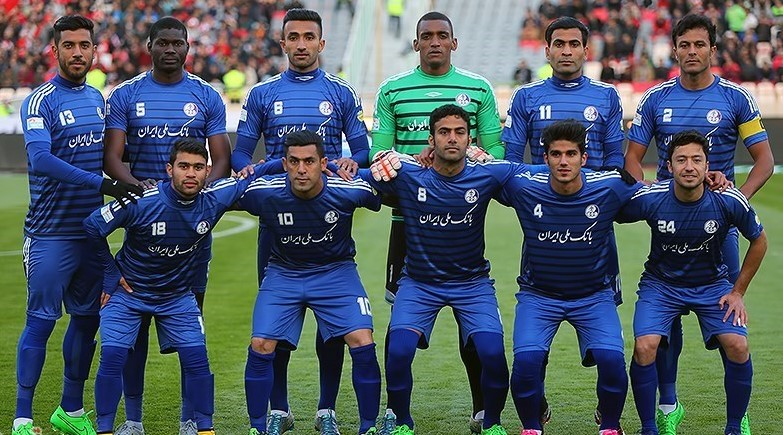
Equipo 2016.

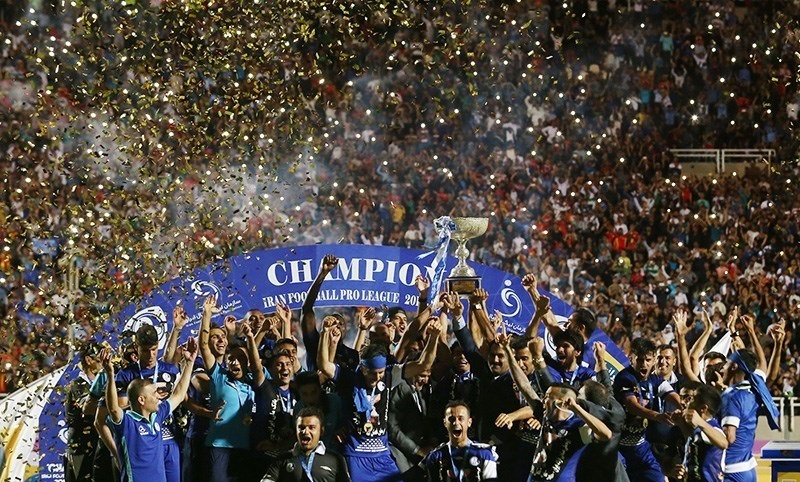
Festejos título temporada 2015-16.

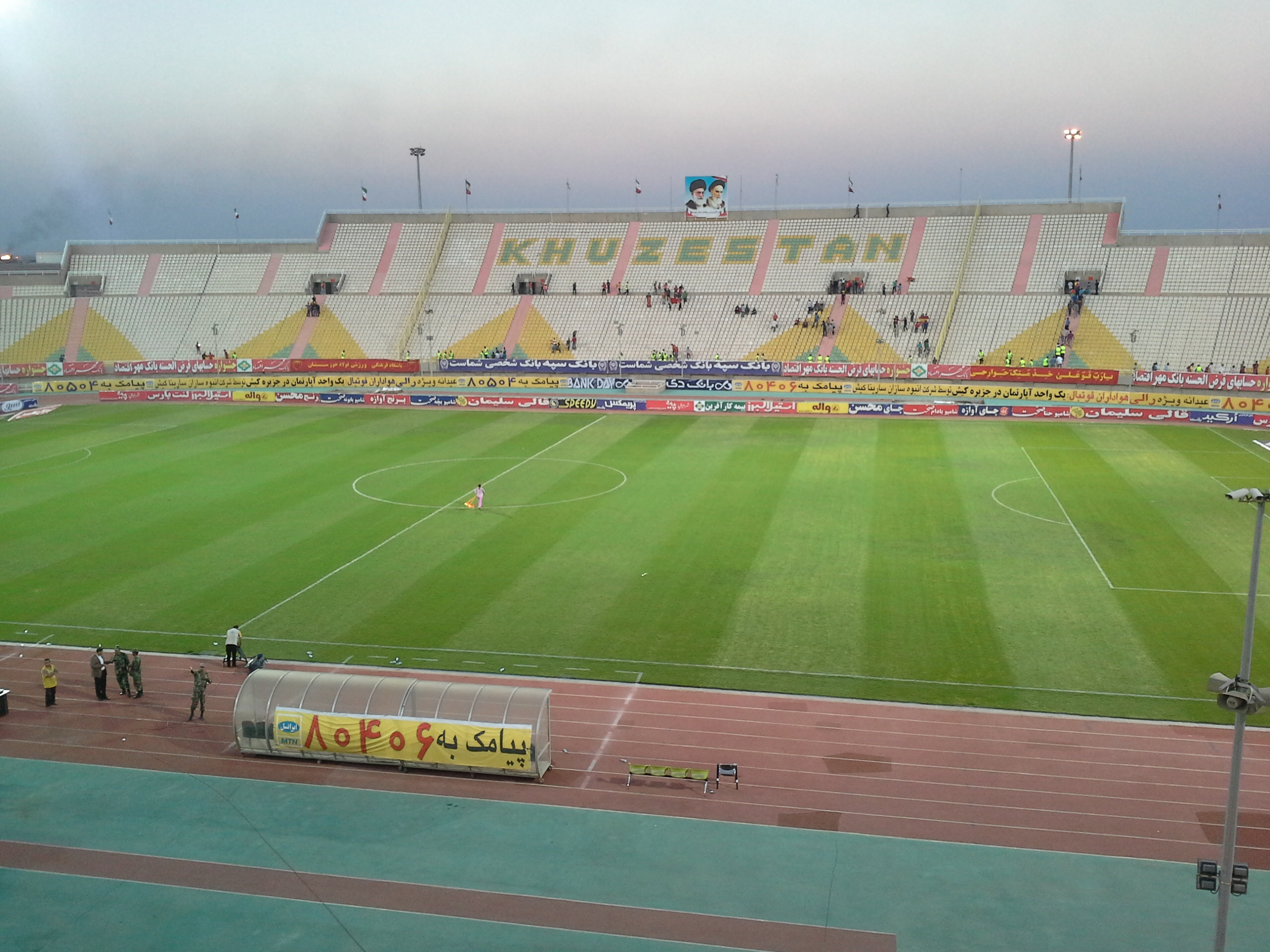
Estadio Ghadir

## Palmarés
- Iran Pro League: 1:

2015-16
- Liga Azadegan: 1

2012-13

## Temporadas
- Rendimiento por temporadas en Liga y Copa.

| Temporada | Liga            | Posición | Copa Hazfi |
| --------- | --------------- | -------- | ---------- |
| 2011-12   | Liga Azadegan   | 6°       | 1/16 Final |
| 2012-13   | Liga Azadegan   | 2°       | 1/16 Final |
| 2013-14   | Iran Pro League | 12°      | 1/16 Final |
| 2014-15   | Iran Pro League | 14°      | 1/8 Final  |
| 2015-16   | Iran Pro League | 1°       | 1/8        |
| 2016-17   | Iran Pro League |          |            |

## Entrenadores
| Periodo       | Nombre           |
| ------------- | ---------------- |
| 2011-2013     | Majid Bagherinia |
| 2013-presente | Abdollah Veisi   |